# پری‌شاهرخ جلوچشم‌سفید
پری‌شاهرخ جلوچشم‌سفید (نام علمی: Oriolus albiloris) نام یک گونه از سرده پری‌شاهرخ است.